# 2025年のロシア
2025年のロシア（2025ねんのロシア）では、2025年のロシアに関する出来事について記述する。

## 概要
2024年6月の北朝鮮との戦略的パートナーシップ条約締結に続き、2025年1月にはイランと包括的戦略パートナーシップ条約を結んだ。

## 国家元首等
- 大統領
  - 第4代: ウラジーミル・プーチン（2012年5月7日 - ）
- 首相
  - 第11代: ミハイル・ミシュスチン（2020年1月16日 - ）

## できごと

### 1月
- 1月1日 - ガスプロムがウクライナ経由でのロシア・ガスの輸送を停止[2][3]。
- 1月17日 - イラン・ロシア包括的戦略パートナーシップ条約を締結。

### 2月
- 2月12日 - 米露首脳による電話会談を実施。露宇戦争の戦闘終結に向けて交渉を開始することで合意[4]。
- 2月15日 - グロズヌイがロシアの文化首都（ロシア語版）に認定された[5]。
- 2月18日 - 米露代表団がサウジアラビアにて会談を実施。露宇戦争の戦闘終結に関する公式協議を開始[6]。

### 3月
- 3月15日 - 北京-ウランバートル-モスクワ間を結ぶ列車がCOVID-19の流行以来初の運行再開[7]。
- 3月18日 - ウクライナ軍がロシアのベルゴロド州に侵攻。

### 4月
- 4月17日〜24日 - 第47回モスクワ国際映画祭（英語版）を開催。

### 5月
- 5月9日 - 対ナチス・ドイツ戦勝80周年記念パレードを開催[8]。
- 5月24日 - ロシアサッカー・プレミアリーグでFCクラスノダールが初優勝。

### 6月
- 6月25日 - ロシア中央銀行はデジタルルーブル（英語版）の決済を2026年9月1日に開始すると発表[9]。

### 7月
- 7月3日 - ロシア政府はアフガニスタンのタリバン暫定政権を正式に承認した[10]。
- 7月30日 - カムチャツカ半島地震が発生。

### 8月
- 8月15日 - アラスカ州アンカレッジで2025年米露首脳会談（英語版）を開催[11]。

## 予定

### 9月
- 9月20日 - 国際音楽コンテスト「インタービジョン2025（英語版）」が開催。BRICSとCISの加盟国が参加[12]。